# Российский государственный университет туризма и сервиса
Росси́йский госуда́рственный университе́т тури́зма и се́рвиса (РГУТИС) — ведущее высшее учебное заведение России в области туризма и сервиса (в том числе бытового обслуживания). Создан Постановлением Совета Министров Союза ССР от 13 августа 1952 года № 3741. 

## История
Основан в 1952 году под названием Высшая школа промысловой кооперации. В том же году 13 августа был осуществлён первый набор по всем специальностям 155 студентов со всего СССР, а уже в 1958 году произошёл самый большой за десятилетие выпуск специалистов — 274 человека. 
В 1959 году в школе были открыты такие новые специальности, как «Технология машиностроения», «Химическая чистка» и «Художник-технолог». 
В 1960 году школа переименована в Высшую школу местной промышленности, поскольку в октябре того же года перешла в подчинение Государственного комитета по делам местной промышленности и художественных промыслов при Совете министров РСФСР. Ранее это были здания фабрики «Экспортнабивткань». 
С 1961 года в связи с передачей школы в ведение Главного управления бытового обслуживания населения при Совете министров РСФСР она получила новое название — Московский технологический институт. Кроме того, был осуществлён переход к от трёхлетнего цикла обучения к пятилетнему. К этому времени высшее учебное заведение состояло из трёх факультетов (технологический, инженерно-экономический и художественно-технологический), где обучалось 2 813 человек, из которых очно училось – 502 человека и заочно – 2181.
В 1988 году в институте было создано Учебно-методическое объединение (УМО) высших учебных заведений в области сервиса по специальностям бытового обслуживания населения, охватившее 16 высших учебных заведений страны. Главными задачами, которые должно было решить УМО, стали вопросы, связанные с определением наиболее перспективных направлений подготовки отраслевых специалистов и общее совершенствование высшего образования.
В 1991 году в институте открылась специальность «Социальная работа».
С 1993 года — Государственная академия сферы быта и услуг (ГАСБУ).
С 1999 до сентября 2007 года — Московский государственный университет сервиса (МГУС).
По состоянию на начало 2007 года в университете училось 51 786 студентов, а получающих среднее профессиональное образование было 2668 человек.
В конце 2007 года переименован в Российский государственный университет туризма и сервиса (РГУТИС).
17 апреля 2008 года совместно с Российским новым университетом (РосНОУ) университетом была учреждена «Ассоциация вузов туризма и сервиса», объединившая 15 субъектов Российской Федерации, распространив свою деятельность на всевозможные предприятия, издательство, кадровые агентства, учебные заведения и другие организации занимающиеся сферой обслуживания и туризма.
В университете была разработана структура автоматизированного манекена для примерки изделий при пошиве без участия клиента.

## Структура

### Факультеты и институты
- Высшая школа туризма и гостеприимства[23];
- Высшая школа сервиса[23];
- Высшая школа экономики, управления и права (бывший Факультет права и социальных коммуникаций[23]);
- Высшая школа дизайна;
- Факультет подготовки кадров высшей квалификации;
- Общеуниверситетские кафедра научно-методического обеспечения туризма и сервиса;
- Институт сервисных технологий (Подольск);
- Институт  туризма и сервиса (Люберцы).

### Филиалы
В настоящее время в университете имеется 2 филиала:
- Институт туризма и гостеприимства (филиал в Москве);
- Махачкалинский филиал

В 2011 году университет имел 16 филиалов. 
С 16 сентября 1969 по 1999 годы филиалом университета был Санкт-Петербургский государственный университет сервиса и экономики.

## Ректоры
- 1953—1958: Артёменко, Иван Иванович
- 1958—1975: Бодунков, Николай Васильевич[27]
- 1976—1988: Панфилов, Евгений Алексеевич[28]
- 1988—2003: Свириденко, Юрий Павлович[14]
- 2003—2006: Соколов, Иван Павлович[29]
- 2006—2024: Федулин, Александр Алексеевич[30]
- с 2024: Галустов, Амбарцум Робертович

## Достижения
В 1977 году университет был удостоен государственной награды РСФСР — Почётной грамоты Президиума Верховного Совета РСФСР за «достигнутые успехи в подготовке кадров в области высшего образования».
С 2003 года университет входит в рейтинг высших учебных заведений Федерального агентства по образованию «100 лучших вузов России», устойчиво занимая среди высших учебных заведений в области сервиса первое место.
В 2004 и 2005 годах университет становился лауреатом Международного конкурса «Золотая медаль. Европейское качество» в номинации «100 лучших вузов России», а также стал лауреатом премии «Хрустальная ладья» в номинации «Лидеры-партнёры в обеспечении деятельности гостиничных предприятий Москвы» и «Лучшая компания-партнёр в организации качественного гостиничного менеджмента».
В 2022 году университет стал лауреатом Национальной гостиничной премии в номинации «Лучшая система подготовки кадров».

## Известные преподаватели
- Сидоренков, Василий Кузьмич, Герой Советского Союза, ученый
- Московченко, Григорий Савельевич, заслуженный деятель искусств России, Герой Советского Союза
- Зайцев, Вячеслав Михайлович, российский модельер
- Успасский, Павел Павлович, авиационный конструктор, профессор
- Багдасарян, Вардан Эрнестович, российский историк и политолог
- Закощиков, Александр Павлович, советский химик-технолог, дважды лауреат Сталинских премий второй степени 1946, 1951 гг.
- Кубарев, Вячеслав Григорьевич, российский художник, лауреат Премии Ленинского комсомола, заслуженный художник Российской Федерации

## Известные выпускники
- Ферябникова, Нелли Васильевна (в девичестве — Бильмайер), двукратная Олимпийская чемпионка по баскетболу (1976, 1980 гг.)
- Сухарнова, Ольга Леонидовна, двукратная Олимпийская чемпионка по баскетболу (1976, 1980 гг.)
- Надырова, Татьяна Павловна (урожд. Трегубчак; Захарова), двукратная Олимпийская чемпионка по баскетболу (1976, 1980 гг.)
- Мерзликин, Андрей Ильич — заслуженный артист РФ
- Кабаева, Алина Маратовна — гимнастка, политический деятель
- Жилкина Надежда Михайловна, начальник Управления туризма, заместитель Министра культуры Московской области, директор Всероссийского центра туристского образования РГУТИС.
- Брук-Красный, Алек, русскоязычный депутат законодательной Ассамблеи штата Нью-Йорк от Демократической партии.